# Révolte slave de 1066
La rébellion slave de 1066 était une réaction païenne à la propagation du christianisme parmi les Obodrites. Il s'agissait du troisième des trois principaux soulèvements païens parmi les Slaves occidentaux contre le christianisme et ses partisans allemands après la celle de 983 et celle de 1018, ainsi que celle qui connut le plus grand succès.
Tout a commencé avec l'assassinat du prince Gottschalk le 7 juin 1066, à Lenzen. Selon Adam de Brême, un prêtre nommé Yppo fut « sacrifié sur l'autel ». Plusieurs autres membres du clergé et laïcs sont également tués. À Ratzebourg, le 15 juillet, un moine nommé Ansver fut lapidé à mort. La veuve de Gottschalk, Sigrid, fut chassée du Mecklembourg nue avec les autres chrétiens. Elle et son fils, Henri, se réfugièrent à la cour de son père, Sven Estridsen.
L'évêque Jean de Mecklembourg fut capturé dans la ville et retenu pour un triomphe spécial. Il fut battu et conduit dans différentes villes pour être moqué ; avant qu'à Rethra, ses mains, ses pieds et sa tête ne soient coupés. Selon Adam de Brême, son corps aurait été jeté dans la rue ou peut-être sur la grand place devant le temple. Sa tête fut fixée à un poteau et offerte au dieu Radigast le 10 novembre 1066.
Les rebelles rejetèrent le fils aîné de Gottschalk, Budivoj, comme prince et choisirent à la place Kruto le Wende. Budivoj put regagner son trône avec l'aide du duc saxon Ordulf.

### Sources primaires
- Adam of Bremen, History of the Archbishops of Hamburg-Bremen, Columbia University Press, 2002
- Helmold of Bosau, The Chronicle of the Slavs, Octagon Books, 1966 Originally published by Columbia University Press.

### Sources secondaires
- Stanisław Rosik, The Slavic Religion in the Light of 11th- and 12th-Century German Chronicles (Thietmar of Merseburg, Adam of Bremen, Helmold of Bosau): Studies on the Christian Interpretation of Pre-Christian Cults and Beliefs in the Middle Ages, Brill, 2020 (DOI 10.1163/9789004331488)
- Gerald Stone, Slav Outposts in Central European History: The Wends, Sorbs and Kashubs, Bloomsbury, 2016
- James Westfall Thompson, Feudal Germany, Volume II: New East Frontier Colonial Germany, Frederick Ungar, 1928 (lire en ligne)